# Nová Dědina
Nová Dědina é uma comuna checa localizada na região de Zlín, distrito de Kroměříž.